# Sonderbund (art)
La « Sonderbund », de son nom complet Sonderbund westdeutscher Kunstfreunde und Künstler (Association exceptionnelle des amis de l'art et des artistes d'Allemagne occidentale) est un regroupement associatif d'artistes fondé en 1909 à Düsseldorf dont le but était d'organiser des expositions d'œuvres résolument modernes.
La Sonderbund de 1912 marque un tournant dans l'histoire de l'art moderne.

## Histoire
Les différents mouvements sécessionnistes, à Munich, Vienne ou Berlin, qui agitent le monde de l'art, poussent le mécène et collectionneur d'art Karl Ernst Osthaus, associé à sept jeunes peintres de l'école de Düsseldorf — Julius Bretz, Max Clarenbach, August Deusser, Walter Ophey, Wilhelm Schnurr, Otto Sohn-Rethel et son frère Alfred Sohn-Rethel — à fonder le groupe Sonderbund (sonder signifiant ici « exceptionnel », dans le sens de singulier, différent). Ils organisent leur première « exposition exceptionnelle » (Sonderausstellung) du 10 au 31 mai 1908 à la Düsseldorfer Kunsthalle. D'autres artistes locaux les rejoignent, comme Otto von Wätjen et Christian Rohlfs. Le but premier est de faire connaître une nouvelle génération d'artistes locaux en lien avec les nouvelles tendances émergentes en Occident. Ouvert à ce qui se passait en France, Osthaus n'avait pas hésité à rendre visite à Paul Cézanne en Provence peu de temps avant la mort de l'artiste.
La deuxième Sonderbund consacrée aux artistes locaux se déroule en juin 1909 mais accueille une quinzaine de toiles d'impressionnistes français : l'association prend alors le nom de Sonderbund westdeutscher Kunstfreunde und Künstler.
En juillet 1910, la « Sonderbund » — qui adopte ce diminutif cette année-là — se tient au Palais des expositions de la Ville de Düsseldorf (Städtischen Kunstpalast) et regroupe 242 toiles et sculptures. L'exposition établit la jonction entre l'art nouveau français et allemand (le sous-titre de l'exposition était : « Deutsche und französische Neukunst »). On trouve ainsi des travaux de Ernst Ludwig Kirchner, Max Pechstein, Karl Schmidt-Rottluff, Emil Nolde, Vassily Kandinsky, Alexej von Jawlensky, André Derain, Maurice de Vlaminck, Édouard Vuillard, Georges Braque et Pablo Picasso. C'est la galerie Bernheim-Jeune située à Paris, qui sert de lien avec les organisateurs.
Celle de mai-juin 1911, revenue à la Düsseldorfer Kunsthalle, propose sur 145 œuvres, 101 travaux d'origines françaises. Des travaux du groupe Die Brücke, venu de Dresde, et ceux du Der Blaue Reiter de Munich, groupe encore informel, sont également présents.
Du 25 mai au 30 septembre 1912, la Sonderbund ouvre cette fois à Cologne. Le commissaire de l'exposition, tournée résolument vers les modernes, est Alfred Flechtheim, un grand collectionneur de Van Gogh, Cézanne et Gauguin, qui ouvrira une première galerie à Düsseldorf en 1913. Pour les artistes parisiens, il est en relation avec Daniel-Henry Kahnweiler. Cet événement va marquer l'histoire de l'art moderne. On y trouve pour la première fois réunies 107 œuvres de Vincent van Gogh, 24 toiles de Paul Cézanne, 25 toiles de Paul Gauguin, 16 toiles de Pablo Picasso, des néo-impressionnistes comme Henri-Edmond Cross et Paul Signac, ainsi que toute une salle consacrée à Edvard Munch — soit 634 peintures et sculptures en tout réparties à travers 29 salles.
Durant l'été, l'Américain Walt Kuhn visite l'exposition, et, fortement impressionné, demande à Flechtheim de lui fournir les contacts avec les artistes exposés : six mois plus tard, il ouvrait, à Manhattan, avec ses associés, l'Armory Show.
La Sonderbund fut officiellement dissoute le 31 juillet 1915.

## Centenaire
Sous le titre « 1912 – Mission Moderne. Die Jahrhundertschau des Sonderbundes », le Wallraf-Richartz Museum a accueilli du 31 août au 29 décembre 2012, une reconstitution de l'exposition phare qui s'était tenue à Cologne un siècle plus tôt.